# Daniel Grębowski
Daniel Grębowski (ur. 26 kwietnia 1980 w Rzeszowie) – polski piłkarz grający na pozycji napastnika.
Grębowski swoją karierę rozpoczynał w Stali Rzeszów. W 1998 roku trafił do KSZO Ostrowiec Świętokrzyski w którego barwach rozegrał w sezonach 2001/02 i 2002/03 siedemnaście meczów w polskiej Ekstraklasie. Następnie występował ponownie w Stali, Pogoni Leżajsk, Wisłoce Dębica, Motorze Lublin, Galicji Cisna, ponownie Stali, Sandecji Nowy Sącz i po raz kolejny w Wisłoce Dębica. Pod koniec sierpnia 2009 roku po raz drugi w karierze związał się kontraktem z  KSZO.